# Redderse

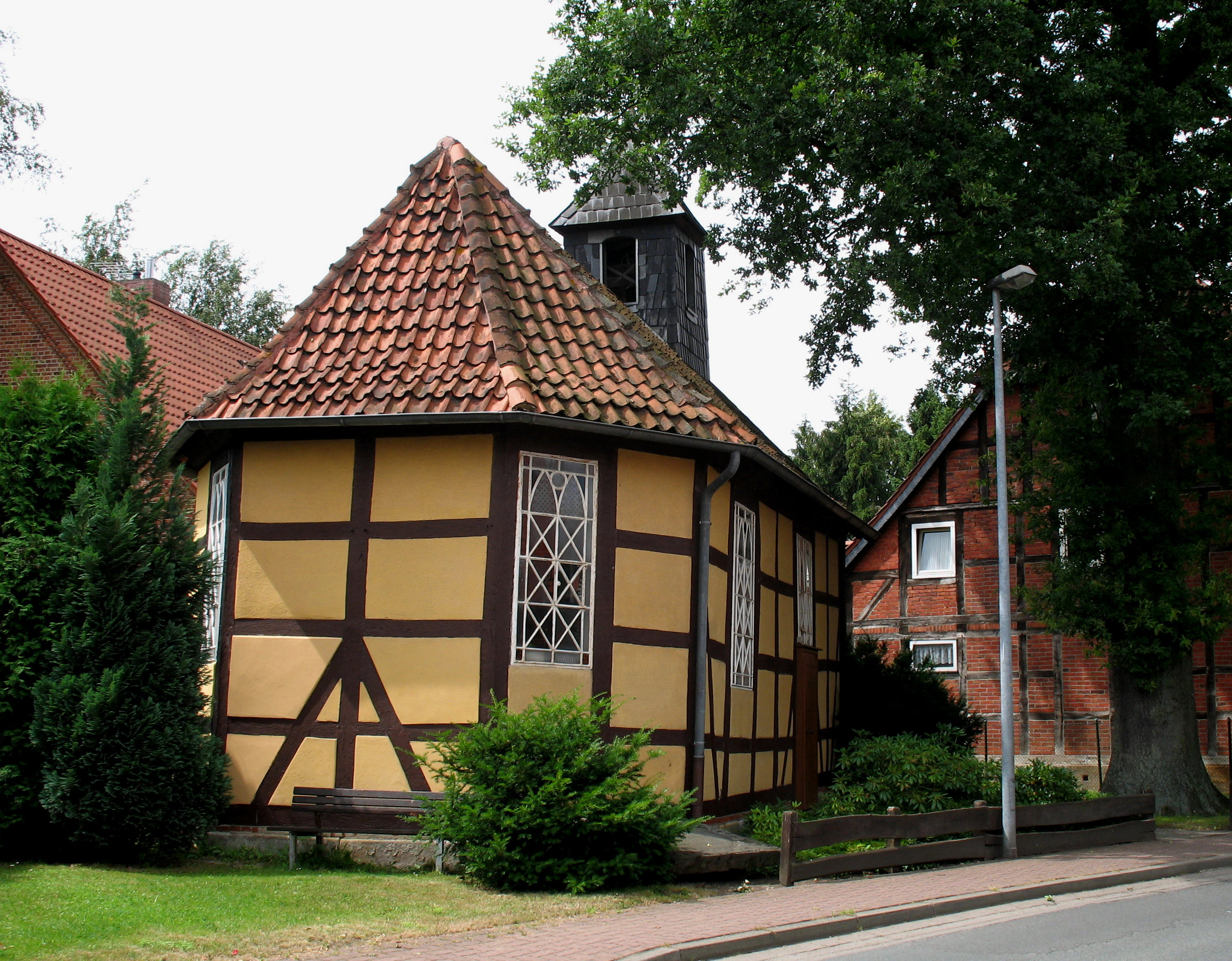
Kapelle in Redderse

Redderse ist ein Dorf und eine Ortschaft der Stadt Gehrden in der Region Hannover in Niedersachsen.

## Geschichte
In einer Urkunde des Klosters Wennigsen wurde der Ort Redesen im Jahr 1230 erstmals urkundlich erwähnt. Damit ist er in der Rodungsphase des Calenberger Landes entstanden, die auf den Tod Heinrichs des Löwen folgte. Zahlreiche Lehen sind damals neu vergeben worden, um das Machtvakuum im Herzogtum zu füllen. Diese lösten eine Gründungswelle östlich des Deisters aus, in der auch Redderse seine erste urkundliche Erwähnung fand. Vermutlich geht der Name auf ein früh erloschenes Adelsgeschlecht derer von Redese zurück, das hier ansässig gewesen sein soll und zu den Lehensnehmern gehörte.
Wichtigster Grundherr war schon im 14. Jahrhundert das Wennigser Kloster, woraus sich auch der Abtstab im Ortswappen ableitet.
Am 1. August 1971 erfolgte der Gemeindezusammenschluss zur Großgemeinde Gehrden.

## Politik

### Ortsrat
Der Ortsrat von Redderse setzt sich aus drei Ratsfrauen und vier Ratsherren folgender Parteien zusammen:
- Redderser Wählergemeinschaft (RWG): 3 Sitze
- CDU: 3 Sitze
- BD90/DG: 1 Sitz

(Stand: Kommunalwahl 12. September 2021)

### Ortsbürgermeister
Der Ortsbürgermeister von Redderse ist Wolfgang Sturm (RWG).

### Wappen
Der Entwurf des Kommunalwappens von Redderse stammt von dem Heraldiker und Grafiker Alfred Brecht, der sämtliche Wappen in der Region Hannover erschaffen hat. Die Genehmigung des Wappens wurde am 28. November 1961 durch den Regierungspräsidenten in Hannover erteilt.
| Wappen von Redderse | Blasonierung: „In Grün ein goldener Abtstab, darüber silberne Sense und silberner Dreschflegel, beide golden gestielt.“ |
| Wappen von Redderse | Wappenbegründung: Durch die Ortsgeschichte zieht sich wie ein roter Faden die nie abreißende Beziehung zum Kloster Wennigsen, das vermutlich die Oberherrschaft auf das ihm von den Herren „von Redese“ verschriebene Gut gründen konnte und den Besitz im Laufe der Jahrhunderte stets vermehrte. So boten sich als charakterisierende Symbole im grünen Feld der Abtstab und die bäuerlichen Geräte Sense und Dreschflegel an. |

## Kultur und Sehenswürdigkeiten

### Bauwerke
- Die Kapelle in Redderse stammt aus dem Jahr 1738.

### Baudenkmale
→ Siehe: Liste der Baudenkmale in Redderse